# Diagometer
Das Diagometer ist ein veraltetes Messgerät zur Bestimmung der elektrischen Leitfähigkeit.
Das Diagometer besteht aus einem trockenen Pfahl oder Stab. Als Erfinder werden Rousseau und Palmieri genannt.